# 京都府立京都八幡高等学校
京都府立京都八幡高等学校（きょうとふりつ きょうとやわたこうとうがっこう）は、京都府八幡市男山吉井及び内里柿谷にある府立全日制高等学校。

## 概要
2007年（平成19年）に京都府立八幡高等学校と京都府立南八幡高等学校が統合して設立された。統合後もそれぞれの高校が北キャンパス、南キャンパスとして存置されており、2つの学舎を有する。ユニバーサルデザインを推進している。詳細はそれぞれの項目を参照のこと。

## 沿革
- 1971年4月1日 - 京都府立八幡高等学校開校
- 1983年4月1日 - 京都府立南八幡高等学校開校。通学圏分割に伴い山城通学圏から山城南通学圏へと変更
- 2004年 - 通学圏統合に伴い山城南通学圏から山城通学圏へと変更
- 2006年9月1日 - 京都府立京都八幡高等学校開設
- 2007年3月24日 - 開校記念式典挙行
- 2007年4月1日 - 京都府立八幡高等学校と京都府立南八幡高等学校が統合され京都府立京都八幡高等学校設立。

## 学科
- 普通科総合選択制（北キャンパスで開講）

アドバンスエリア
- 自然科学コース
- 人文科学コース

ユニバーサルエリア
- コミュニティデザインコース
- 健康科学コース
- 生活科学コース
- 工芸科学コース
- 経営科学コース

- 人間科学科（南キャンパスで開講）
- 介護福祉科（南キャンパスで開講）

## 出身者
- 満若勇咲（ドキュメンタリー映画監督）
- 松岡力（キックボクサー）
- 大野愛地（ブレイクダンサー）